# Забаштановка
Забашта́новка (также Забашталовка; укр. Забаштанівка, крымскотат. Zabaştanovka, Забаштановка) — исчезнувшее село в Белогорском районе Республики Крым (согласно административно-территориальному делению Украины — Автономной Республики Крым), включённое в состав Вишенного. Сейчас центральная часть села.

## Название
В документах встречается два варианта названия: на картах 1941 и 1942 годов село Забашталовка, в документах переписи 1926 года и сообщении о слиянии — Забаштановка.

## История
Впервые в исторических документах встречается в Списке населённых пунктов Крымской АССР по Всесоюзной переписи 17 декабря 1926 года, согласно которому на хуторе Забаштановка, Мушашского сельсовета (в котором село состоит всю дальнейшую историю) Карасубазарского района, числилось 24 двора, из них 23 крестьянских, население составляло 111 человек, из них 102 русских, 5 армян, 2 болгар, 2 латыша.
В 1944 году, после освобождения Крыма от фашистов, 12 августа 1944 года было принято постановление № ГОКО-6372с «О переселении колхозников в районы Крыма», в исполнение которого в район завезли переселенцев: 6000 человек из Тамбовской и 2100 — Курской областей, а в начале 1950-х годов последовала вторая волна переселенцев из различных областей Украины. С 25 июня 1946 года Забаштановка в составе Крымской области РСФСР, а 26 апреля 1954 года Крымская область была передана из состава РСФСР в состав УССР. В период с 1960 (на эту дату село ещё числилось в составе совета) по 1968 годы Забаштановка присоединена к селу Вишенное (согласно справочнику «Крымская область. Административно-территориальное деление на 1 января 1968 года» — с 1954 по 1968 годы).